# Anneville-sur-Mer
Anneville-sur-Mer is een plaats en voormalige gemeente in het Franse departement Manche in de regio Normandië en telt 240 inwoners (2017). De plaats maakt deel uit van het arrondissement Coutances.

## Geschiedenis
Anneville-sur-Mer maakte deel uit van het kanton Lessay tot dit op 22 maart werd opgeheven en de gemeente werd opgenomen in het kanton Agon-Coutainville. Op 1 januari 2019 werd de gemeente opgeheven en werd Anneville-sur-Mer een commune déléguée van Gouville-sur-Mer.

## Geografie
De oppervlakte van Anneville-sur-Mer bedraagt 3,7 km², de bevolkingsdichtheid is 53,0 inwoners per km².
De onderstaande kaart toont de ligging van Anneville-sur-Mer met de belangrijkste infrastructuur en aangrenzende gemeenten.

## Demografie
Onderstaande figuur toont het verloop van het inwonertal (bron: INSEE-tellingen).

Anneville-sur-Mer · Boisroger · Gouville-sur-Mer · Montsurvent · Servigny